# Теликовка
Теликовка — село в Духовницком районе Саратовской области, в составе сельского поселения Березово-Лукское муниципальное образование.
Население — 660 (2010).

## История
Основано крестьянами-переселенцами из Самодуровки (Белогорного) Вольского уезда в первой половине XVIII века. Исторически в Теликовке был распространён раскол, в 1830-х годах работали две деревянные старообрядческие часовни. Православная церковь с престолом во имя Николая Чудотворца построена в 1837 году. Также в селе имелась единоверческая церковь
В Списке населённых мест Российской империи по сведениям за 1859 год упоминается как казённое село Ташковка, расположенное в прибрежье Волги, на расстоянии 72 вёрст от уездного города. Село относилось к Николаевскому уезду Самарской губернии. В населённом пункте имелось 250 дворов, проживало 762 мужчины и 776 женщин. 
После крестьянской реформы Теликовка была отнесена к Берёзоволукской волости. Согласно населённых мест Самарской губернии по сведениям за 1889 год в селе насчитывалось 517 дворов, проживали 2855 жителей, русские православного и раскольнического вероисповедания. Земельный надел составлял 6407 десятин удобной и 2090 десятин неудобной земли, имелись 2 церкви (православная и единоверческая), 2 раскольничьих молитвенных дома (поморской и австрийской сект), 3 ветряные и 2 водяные мельницы. В 1894 году при Никольской православной церкви открылась приходская школа. Согласно переписи 1897 года в селе проживали 3140 жителей, из них православных - 1496, старообрядцев (поморского толка и приемлющих австрийское священство) - 1644.
В 1910 году в селе свирепствовала эпидемия тифа. Согласно Списку населённых мест Самарской губернии 1910 года в Теликовке проживали 1738 мужчин и 1829 женщин (преимущественно русские, православные, единоверцы и раскольники), в селе имелись 2 церкви (православная и единоверческая), 4 молитвенных дома, земская и церковно-приходская школы, 2 мельницы.
В конце 1917 года в Теликовке был сформирован отряд Красной гвардии. В июле 1918 года белые перекрыли все дороги на село и открыли по нему артиллерийский огонь зажигательными снарядами с пароходов с Волги. Начавшийся пожар уничтожил 87 крестьянских дворов. 19 июля отряды КОМУЧа и белочехов заняли Теликовку и провели при содействии местных кулаков карательные акции против работников Совета. В 1919 году девять семей из Теликовки переселились на землю помещика Харчикова и основали коммуну имени Баулина. В 1925 году зажиточная часть Теликовки объединилась в два товарищества по совместной обработке земли. В 1926 году в Теликовке насчитывалось 677 дворов, проживали 1332 мужчины и 1587 женщин, работали начальная школа и фельдшерский пункт. Церкви и молитвенные дома были закрыты. В конце 1929 года Теликовка стала отделением колхоза с центром в Берёзовой Луке. В 1930 году в результате реорганизации в Теликовке появился самостоятельный колхоз "Память борцам за свободу", а чуть позже ещё один колхоз, имени В. В. Куйбышева. В голод 1932–1933 годов село покинули 80 семей. Многие из оставшихся умерли, общая численность населения сократилась почти вдвое по сравнению с дореволюционными показателями. 
На фронтах Великой Отечественной войны погибли 372 жителя села. В 1956 году колхоз имени Куйбышева в результате поглощения более мелких хозяйств стал колхозом-гигантом. С началом строительства Саратовской ГЭС Теликовка попала в зону затопления и в 1965–1967 годах была переселена на своё современное место, причём переехать согласилась меньшая часть жителей, остальные выехали в другие сёла и города. Всего из 800 дворов на новое место перевезли 230. Уже осенью 1968 года начала работу школа, колхоз получил название "Рассвет".

## Физико-географическая характеристика
Село находится в Заволжье, в степи, на высоте около 40-45 метров над уровнем моря. Почвы - чернозёмы южные.
Село расположено примерно в 12,5 км по прямой в северо-восточном направлении от районного центра посёлка Духовницкое. По автомобильным дорогам расстояние до районного центра составляет 15 км, до города Балаково - 110 км, до областного центра города Саратов - 270 км, до Самары - 270 км (через Пугачёв).
Часовой пояс
Теликовка, как и вся Саратовская область, находится в часовой зоне МСК+1. Смещение применяемого времени относительно UTC составляет +4:00.

## Население
Динамика численности населения по годам:
| Годы      | 1859 | 1889 | 1897 | 1910 | 1926 | 2002 |
| --------- | ---- | ---- | ---- | ---- | ---- | ---- |
| Население | 1438 | 2855 | 3140 | 3567 | 2919 | 780  |

| 2002 | 2010 |
| ---- | ---- |
| 780  | ↘660 |

Национальный состав
Согласно результатам переписи 2002 года русские составляли 92 % населения села.